# کازولا این لونیجانو
کازولا این لونیجانو (به ایتالیایی: Casola in Lunigiana) یک کومونه در ایتالیا است که در استان ماسا-کارارا واقع شده‌است.

## خصوصیات
کازولا این لونیجانو ۴۲٫۴ کیلومترمربع مساحت و ۱٬۰۸۵ نفر جمعیت دارد و ۳۲۸ متر بالاتر از سطح دریا واقع شده‌است.

## نگارخانه

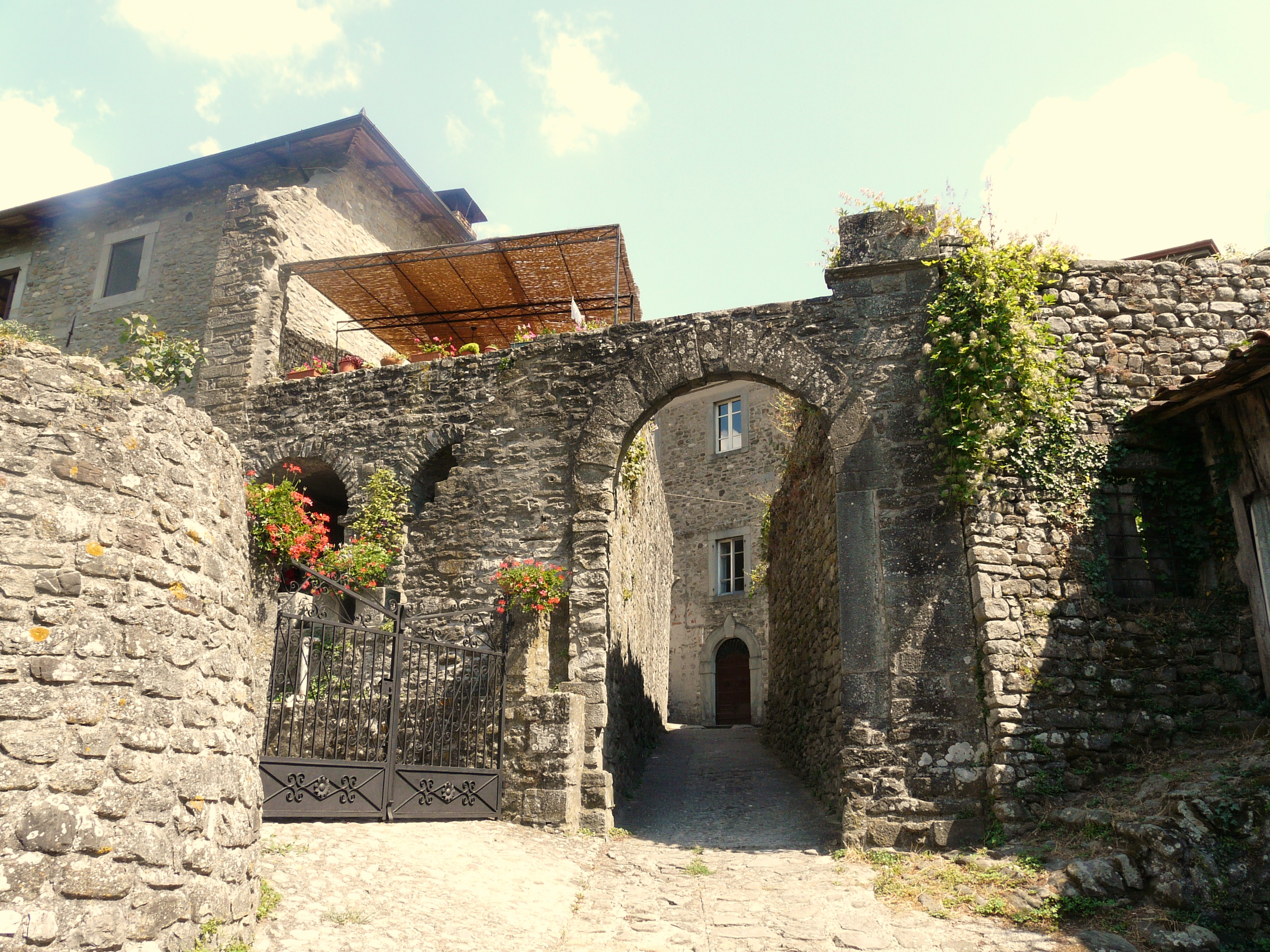
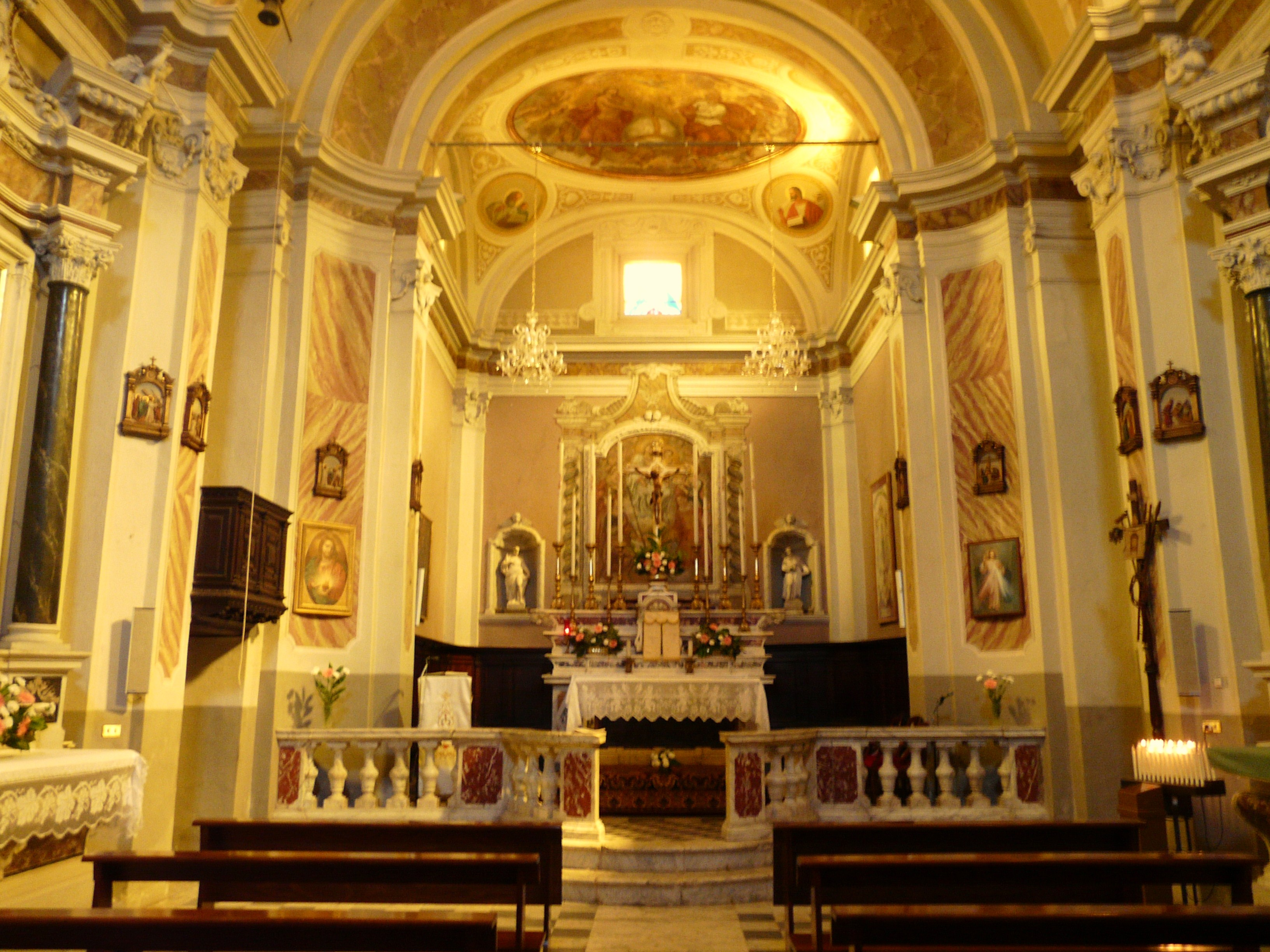
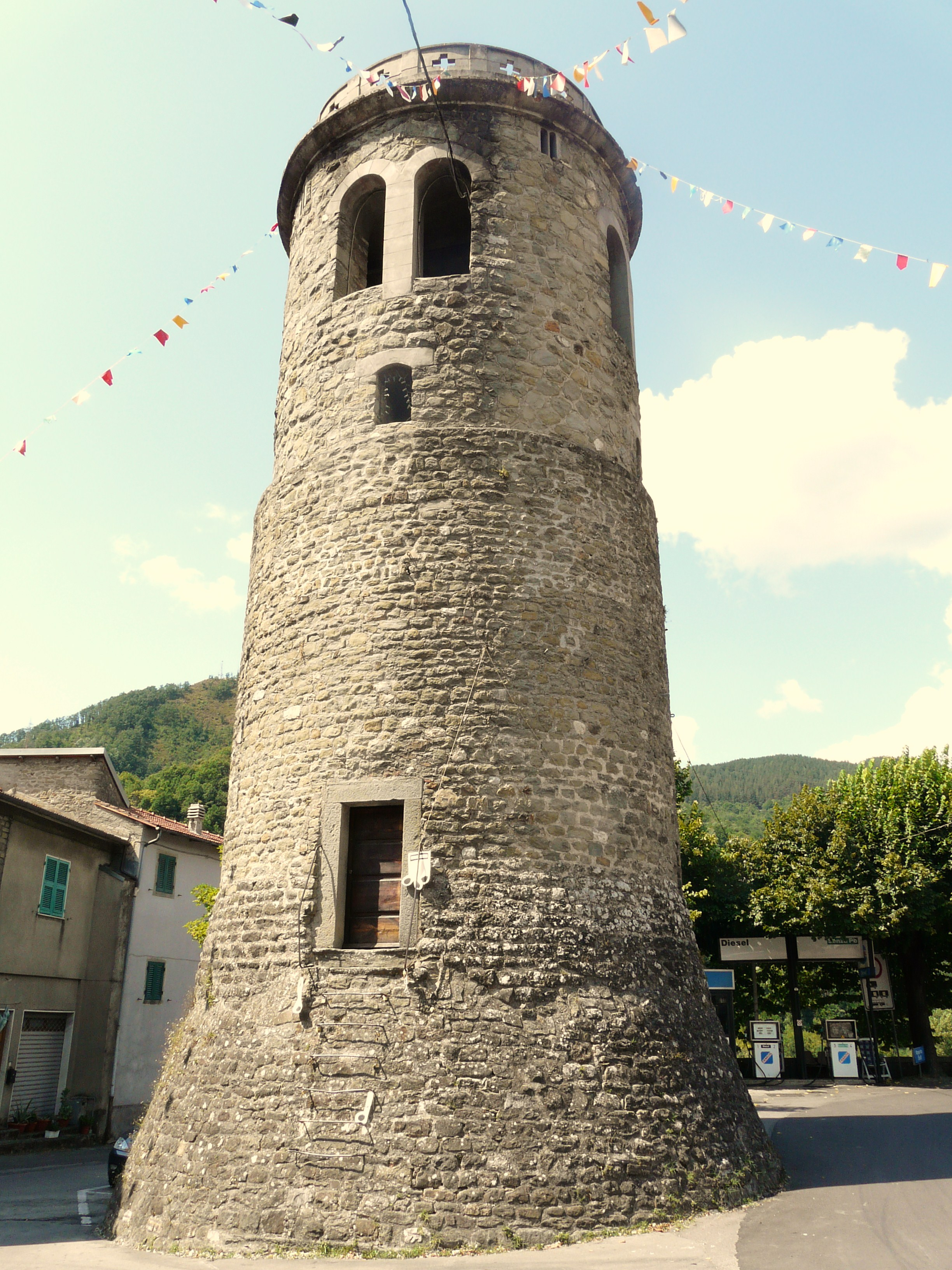
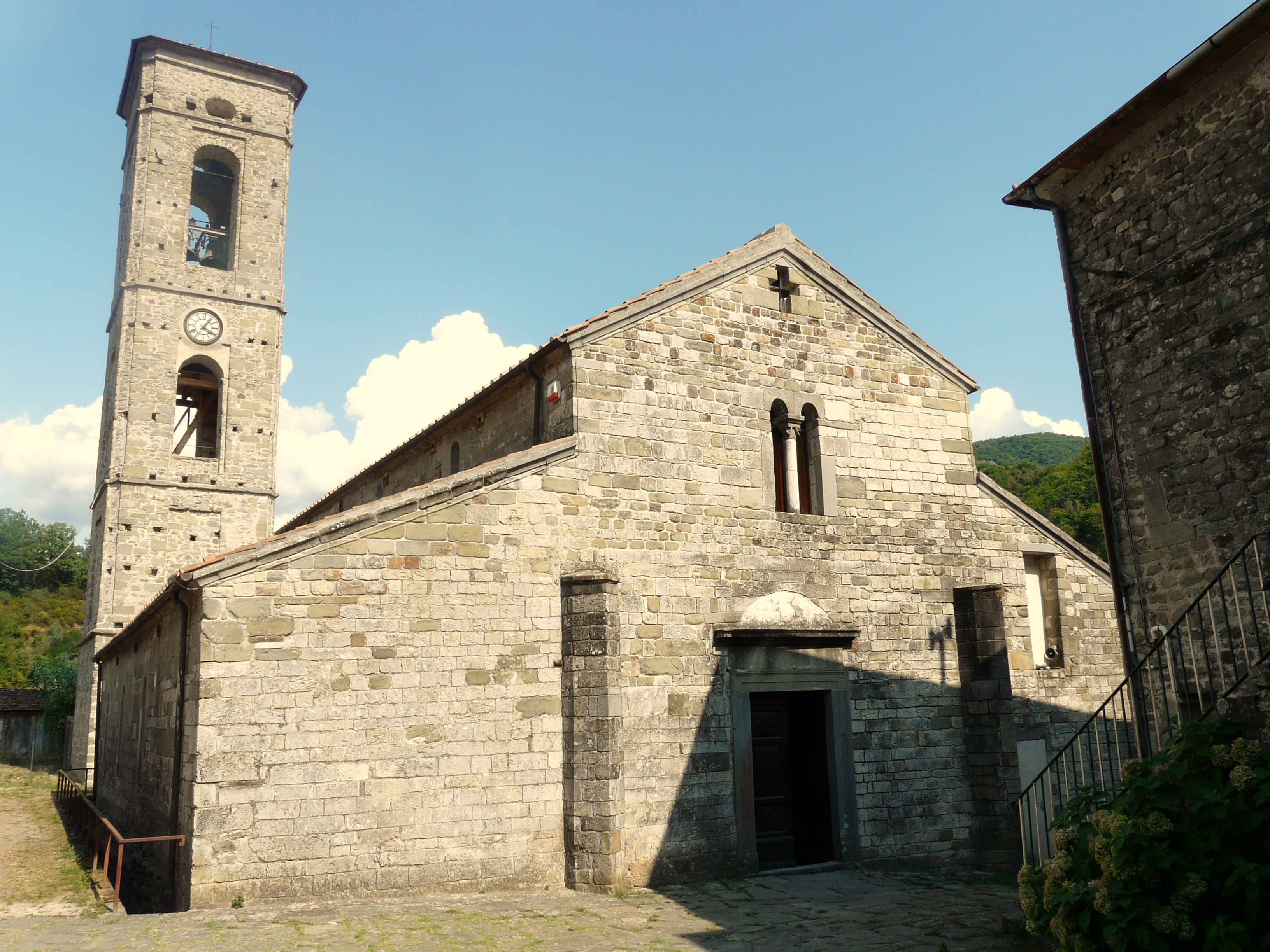